# Lutjanus ophuysenii
Lutjanus ophuysenii là một loài cá biển thuộc chi Lutjanus trong họ Cá hồng. Loài này được mô tả lần đầu tiên vào năm 1860.
Trước đây, L. ophuysenii được xem là một đồng nghĩa của Lutjanus vitta, nhưng khác biệt về hình thái lẫn di truyền đã chứng minh được L. ophuysenii là loài hợp lệ.

## Từ nguyên
Từ định danh ophuysenii được đặt theo tên của Johannes Adrianus Wilhelmus Van Ophuysen, người Hà Lan, nhà quản lý thuộc địa ở Bengkulu (Indonesia) và cũng là nhà tự nhiên học nghiệp dư, người đã thu thập mẫu định danh của loài cá này.

## Phân bố và môi trường sống
L. ophuysenii có phân bố giới hạn ở Tây Bắc Thái Bình Dương, từ bờ nam Trung Quốc và đảo Đài Loan ngược lên phía bắc đến Hàn Quốc và Nam Nhật Bản.

## Mô tả
Chiều dài cơ thể lớn nhất được ghi nhận ở L. ophuysenii là 24 cm. Thân màu nâu sẫm, thường phớt đỏ hoặc vàng, bụng trắng. Mõm nâu sẫm, có khi phớt vàng. Tất cả các vây đều màu vàng. Các sọc ngang màu vàng nâu (mỗi sọc nằm trên một hàng vảy) ở hai  bên thân, các vạch cùng màu phía trên đường bên nằm xiên. Một đốm đen hình bầu dục đè lên sọc, nằm ngay dưới vị trí tiếp giáp phần tia và gai của vây lưng (xuất hiện từ lúc nhỏ đến khi trưởng thành). Một sọc ngang giữa thân, dày, màu nâu đen ở trước và vàng ở sau kéo dài đến nửa trên cuống đuôi, băng qua đốm đen; cá thể <20 cm SL (chiều dài tiêu chuẩn) có sọc dày bằng đường kính đồng tử, hẹp không đáng kể khi >20 cm SL.
Số gai ở vây lưng: 10; Số tia vây ở vây lưng: 12–13; Số gai ở vây hậu môn: 3; Số tia vây ở vây hậu môn: 8; Số tia vây ở vây ngực: 16–17; Số vảy đường bên: 46–49.

## So sánh
Về hình thái, khác biệt rõ ràng nhất là L. ophuysenii có đốm đen nằm đè lên sọc đen dày ngang thân, trong khi L. vitta không có đốm này. Ở L. ophuysenii, độ dày của sọc này không thay đổi đáng kể nhưng ở L. vitta, sọc này trở nên hẹp dần khi chúng khoảng 15 cm (SL) và có thể biến mất khi > 20 cm (SL). Về chỉ số đếm, số vảy đường bên của hai loài cũng có sự chênh nhau.
L. ophuysenii và L. vitta cùng nằm trong nhóm phức hợp cá hồng sọc vàng với 5 loài khác, là Lutjanus adetii, Lutjanus lutjanus, Lutjanus mizenkoi, Lutjanus xanthopinnis và Lutjanus madras. Phân tích DNA ty thể cũng cho thấy L. ophuysenii là loài chị em gần nhất với L. vitta.